# Dombeya rariflora
Dombeya rariflora är en malvaväxtart som beskrevs av Arenes. Dombeya rariflora ingår i släktet Dombeya och familjen malvaväxter. Inga underarter finns listade i Catalogue of Life.